# هالفوردس
هالفوردس (انگلیسی: Halfords) شرکت خرده‌فروشی بریتانیایی است، که در سال ۱۸۹۲ تأسیس شد.